# روبرتو سواريز غوميز
روبرتو سواريز غوميز (بالإسبانية: Roberto Suárez Gómez)، (8 يناير 1932 - 20 يوليو 2000)، المعروف أيضا باسم ملك الكوكايين، وهو بارون وتاجر مخدرات بوليفي، لعب دورا رئيسيا في توسيع تجارة الكوكايين في بوليفيا. في ذروة قوته كان يحقق مكاسب قدرها 400 مليون دولار سنويا، وكان أحد الموردين الرئيسيين لكارتيل ميديلين، ويعتبر زعيم أكبر إمبراطورية مخدرات في بوليفيا وأكبر منتج كوكايين في العالم.